# Nuno Nudiz
D. Nuno Nudiz (? - c. 1150) foi um nobre medieval do Reino de Portugal
Foi senhor, em 1064, segundo o “Livro Velho das Linhagens”, de Freixo ao tempo do rei D. Fernando I de Castela “ Magno”. 
Segundo este livro D. Nuno Nudiz foi castelão do Castelo de Curutelo também referido como Castelo de Corutelo e Paço de Curutelo, localiza-se na freguesia de Freixo, concelho de Ponte de Lima, distrito de Viana do Castelo.
E prosseguindo com a sua geneologia do “Livro Velho das Linhagens”, do dito fidalgo refere o seu autor:”… que pertencesse aos seus descendentes até Landugo Ordonhes, que casara sua filha com seu sobrinho Nuno Nodiz", que em seus filhos, netos ou descendentes se conserva a sucessão dela até à mulher de Nuno Viegas “O Velho”, Inês Curutelo.

## Relações familiares
Foi pai de Simão Nunes Curutelo, cavaleiro medieval do Reino de Portugal e contemporâneo do rei D. Afonso VI de Portugal. O Conde D. Pedro de Portugal menciona que Simão Curutelo teve um desafio com D. Pedro Velho frente ao Rei D. Afonso VI de Portugal.